# Limotheres nasutus
Limotheres nasutus is een krabbensoort uit de familie van de Pinnotheridae. De wetenschappelijke naam van de soort is voor het eerst geldig gepubliceerd in 1975 door Holthuis.